# Brauner Taghaft

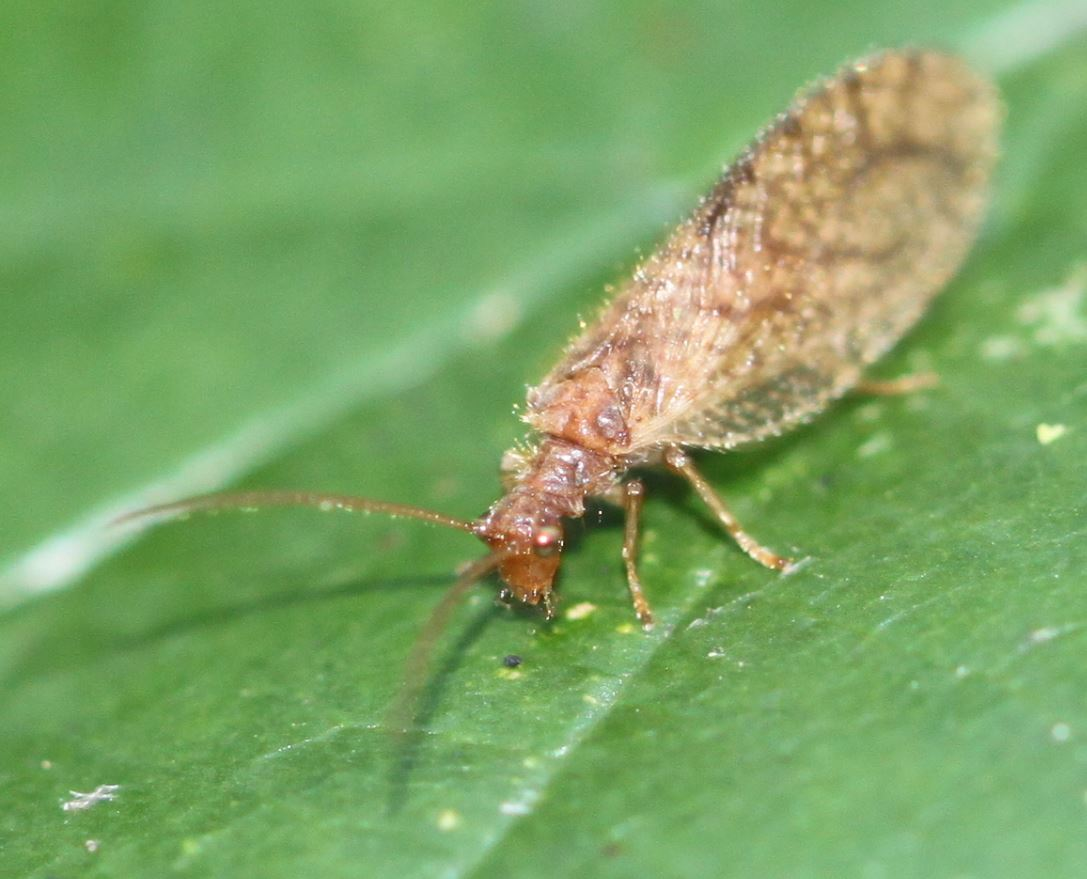
Micromus angulatus

Der Braune Taghaft (Micromus angulatus) ist ein Netzflügler aus der Familie der Taghafte (Hemerobiidae). 

## Merkmale
Die bräunlich gefärbten Taghafte erreichen eine Länge von 6 bis 8 mm. Die Vorderflügellänge beträgt ebenfalls 6–8 mm. Die Flügelmembran ist vollkommen braun gefleckt.
Sie lassen sich von ähnlichen Arten wie Micromus paganus anhand der Flügeladerung unterscheiden. Micromus angulatus besitzt 4 Abzweigungen vom Radius, während M. paganus und Micromus lanosus 5 aufweisen. Micromus variegatus dagegen weist 3 Abzweigungen auf und unterscheidet sich auch durch die klaren, dunkel gefleckten Flügel.

## Vorkommen
Micromus angulatus ist eine holoarktische Art. Sie ist in Europa weit verbreitet, aber selten. In Nordamerika kommt sie nördlich der Linie New York–North Dakota vor. Die Art ist in Nordamerika hauptsächlich in der borealen Zone vertreten.

## Lebensweise
Die Insekten findet man zwischen April und Oktober in der Krautschicht und in der niederen Buschvegetation sowie am Rande von Kiefernwäldern. Imagines als auch Nymphen leben räuberisch von Blattläusen wie Aphis frangulae, der Großen Rosenblattlaus (Macrosiphum rosae) und der Grünen Pfirsichblattlaus (Myzus persicae) sowie Milben wie der Gemeinen Spinnmilbe (Tetranychus urticae). Da viele dieser Beutetiere Schäden an Kulturpflanzen anrichten, gilt Micromus angulatus als ein Nützling.